# Ballerup-ulykken
Ballerup-ulykken skete 29. december 1972, da et motortog fra Frederikssund kolliderede frontalt med et holdende S-tog.
Tog 4505 fra Frederikssund fik signal til indkørsel i Ballerup spor 12 ("kør med begrænset hastighed" med afkortet togvej). Indkørselstogvejens endepunkt var markeret med PU-signal, der viste stop.
I spor 2, der var en direkte fortsættelse af spor 12, holdt et netop ankommet S-tog.
Tog 4505 blev ikke bragt til standsning foran togvejens endepunkt (PU-signalet) og kolliderede med det holdende S-tog.
Ved påkørslen blev 11 personer kvæstet, herunder lokomotivføreren i tog 4505.
Ulykken skyldtes at tog 4505 ikke fik nedsat hastigheden fra indkørselssignalet til de dengang foreskrevne 30 km/t, samt at toget ikke blev bragt til standsning ved det stopvisende PU-signal. Lokomotivføreren var spirituspåvirket.
Tog 4505 bestod af vognene MO 1962 – Cll 483 – Cll 482 – MO 1812.
|  | Denne artikel kan blive bedre, hvis der indsættes geografiske koordinater Denne artikel omhandler et emne, som har en geografisk lokation. Du kan hjælpe ved at indsætte koordinater i wikidata. |